# Port lotniczy León
Port lotniczy León (IATA: LEN, ICAO: LELN) – port lotniczy położony 6 km od León, w regionie Kastylia i León, w Hiszpanii.

## Linie lotnicze i połączenia
| Linia lotnicza | Kierunek                                                                                  |
| -------------- | ----------------------------------------------------------------------------------------- |
| Iberia         | 1. Barcelona Sezonowo: 1. Ibiza 2. Gran Canaria 3. Menorka 4. Malaga 5. Palma de Mallorca |